# Tabanus kesseli
Tabanus kesseli är en tvåvingeart som beskrevs av Philip 1950. Tabanus kesseli ingår i släktet Tabanus och familjen bromsar. Inga underarter finns listade i Catalogue of Life.